# Tkuma (mošav)
Tkuma (hebrejsky תְּקוּמָה, doslova „Znovuzrození“, v oficiálním přepisu do angličtiny Tequma) je vesnice typu mošav v Izraeli, v Jižním distriktu, v Oblastní radě Sdot Negev.

## Geografie
Leží v nadmořské výšce 134 metrů na severozápadním okraji pouště Negev; v oblasti která byla od 2. poloviny 20. století intenzivně zúrodňována a zavlažována a ztratila charakter pouštní krajiny. Jde o zemědělsky obdělávaný pás přiléhající k pásmu Gazy a navazující na pobřežní nížinu. Severně a severovýchodně od mošavu teče vádí Nachal Chanun. Na západě od vesnice začíná vádí Nachal Sa'ad. Na jih od obce leží soustava rybníků Brechat Tkuma.
Obec se nachází 16 kilometrů od břehu Středozemního moře, cca 72 kilometrů jihojihozápadně od centra Tel Avivu, cca 72 kilometrů jihozápadně od historického jádra Jeruzalému a 3 kilometry severozápadně od města Netivot. Tkumu obývají Židé, přičemž osídlení v tomto regionu je etnicky převážně židovské. 8 kilometrů severozápadním směrem ale začíná pásmo Gazy s početnou arabskou (palestinskou) populací.
Tkuma je na dopravní síť napojena pomocí dálnice číslo 25.

## Dějiny
Tkuma byla založena v roce 1949. Osada ale vznikla již v říjnu 1946 v rámci masové osidlovací akce 11 bodů v Negevu, kdy během jediného dne bylo v tomto regionu zřízeno jedenáct nových židovských opěrných bodů. Osadnická skupina se pro tuto konkrétní vesnici zformovala již roku 1944 se souhlasem Židovské agentury. Zpočátku ovšem nová židovská osada ležela několik kilometrů od nynější lokality (zhruba v místech dnešní vesnice Šaršeret). Cílem vzniku osady bylo posílit židovské demografické i vojenské pozice před blížícím se rozhodnutím OSN o rozdělení tehdejší mandátní Palestiny na židovský a arabský stát.
Nejdřív šlo o jen malý opěrný bod tvořený plotem, věží na vodu, společnou kuchyní a stany, v nichž přebývali jednotliví osadníci. Obyvatelé čelili nedostatku vody. Teprve po roce byla do vesnice přivedena potrubím, které ovšem bylo terčem arabských sabotáží. Během války za nezávislost v roce 1948 byla osada posílena příchodem skupiny bojovníků z jednotek Palmach. Vesnice nebyla během války přímo napadena egyptskou invazní armádou. Obyvatelé Tkumy se ale účastnili obrany sousedních židovských vesnic jako Be'erot Jicchak. Po válce se osadníci z Tkumy přestěhovali do prostoru opuštěné arabské vesnice al-Muharaka, jež tu stávala do roku 1948. Zde je mošav situován dodnes. Jméno Tkuma je symbolickou připomínkou obnovy židovského života po tragédii holokaustu.
Koncem 40. let měla Tkuma rozlohu katastrálního území 1 800 dunamů (1,8 kilometrů čtverečních).
V roce 1948 žilo ve vesnici šest rodin a tři děti. Rok a půl po vzniku státu Izrael začala výstavba trvalých domů. Postupně zde vyrostla mateřská škola a zdravotní středisko. Nastal rozvoj zemědělství. Zpočátku šlo o kolektivní vesnici typu kibuc. V 50. letech se k původnímu zakladatelskému jádru tvořenému Židy z Evropy přidali židovští přistěhovalci z Tuniska, napojení na organizaci Bnej Akiva a na náboženskou sionistickou organizaci ha-Po'el ha-Mizrachi. Ta v tomto regionu založila celý blok nábožensky orientovaných osad (Šuva Alef – dnešní Šuva, Šuva Bet – dnes Zimrat, Šuva Gimel – dnes Šokeda, Šuva Dalet – nerealizovaná vesnice Cumcha, Šuva He – dnes Tušija, Šuva Vav – dnes Kfar Majmon, Tkuma a Jošivja).
Místní ekonomika je založena na zemědělství (polní plodiny, zelenina, citrusy, chov drůbeže a ryb v umělých nádržích). Fungují tu sportovní areály, obchod se smíšeným zbožím, synagoga a mikve.

## Demografie
Obyvatelstvo mošavu je nábožensky orientované. Podle údajů z roku 2014 tvořili naprostou většinu obyvatel v Tkumě Židé (včetně statistické kategorie "ostatní", která zahrnuje nearabské obyvatele židovského původu ale bez formální příslušnosti k židovskému náboženství).
Jde o menší obec vesnického typu s dlouhodobě rostoucí populací. K 31. prosinci 2014 zde žilo 583 lidí. Během roku 2014 populace stoupla o 1,0 %.
| Rok            | 1961 | 1972 | 1983 | 1995 | 2001 | 2003 | 2004 | 2005 | 2006 | 2007 | 2008 | 2009 | 2010 | 2011 | 2012 | 2013 | 2014 |
| -------------- | ---- | ---- | ---- | ---- | ---- | ---- | ---- | ---- | ---- | ---- | ---- | ---- | ---- | ---- | ---- | ---- | ---- |
| Počet obyvatel | 309  | 223  | 319  | 343  | 378  | 428  | 446  | 494  | 514  | 545  | 569  | 549  | 541  | 563  | 564  | 577  | 583  |